# Gluino
Gluino (oznaka {\displaystyle {\tilde {g}}\,}) je superpartner gluona. Je eden izmed gauginov, ki so domnevni superpartnerji nosilcev umeritvenega polja, ki jih predvideva umeritvena teorija v kombinaciji s supersimetrijo. Kot superpartner nosilca umeritvenega polja (bozon) spada gluino med fermione. Prištevajo ga tudi med Majoranove fermione. Gluini bi imeli leptonsko število enako 0, barionsko število tudi 0, njihov spin pa bi bil 1/2. Pojavljali bi se kot oktet (8 barvnih nabojev). Delovali bi z močno jedrsko silo. Razpadli bi na skvark in kvark. Skvark (superpartner kvarka) bi razpadel v drugi kvark in najlažji supersimetrični delec (Lightest Supersymmetric Particle ali LSP), ki ga zaradi nevtralnosti (brez električnega naboja) ne bi videli v detektorjih. 
Po Minimalnem supersimetričnem standardnem modelu med gaugine spadajo še zino (superpartner bozona Z), bino (superpartner umeritvenega bozona, ki odgovarja šibkemu hipernaboju), fotino (superpartner fotona) in nekateri drugi.